# Championnat du Liban de football 2005-2006
Navigation
Saison précédente Saison suivante
La saison 2005-2006 du Championnat du Liban de football est la quarante-sixième édition du championnat de première division au Liban. Les dix meilleurs clubs du pays sont regroupés au sein d'une poule unique où ils s'affrontent deux fois au cours de la saison, à domicile et à l'extérieur. À l'issue de la compétition, le dernier du classement est relégué et remplacé par les trois meilleures équipes de deuxième division, afin de refaire passer le championnat à 12 clubs.
C'est le club d'Al Ansar qui est sacré cette saison après avoir terminé en tête du classement final, avec trois points d'avance sur le double tenant du titre, Nejmeh SC et quinze sur Safa Beyrouth. C'est le douzième titre de champion du Liban de l'histoire du club, qui réussit le doublé en s'imposant en finale de la Coupe du Liban face à Club Sagesse, club de D2.

## Les clubs participants
| - Al Ansar - Safa Beyrouth - Nejmeh SC - Racing Club de Beyrouth - Promu de D2 - Al Rayyan Beyrouth | - Tripoli SC - Al Tadamon Tyr - Al Mabarrah Beyrouth - Al Ahed Beyrouth - Salam Zghorta - Promu de D2 |

## Compétition

### Classement
Le barème utilisé pour établir le classement est le suivant :
- Victoire : 3 points
- Match nul : 1 point
- Défaite : 0 point

| Rang | Équipe                   | Pts | J  | G  | N | P  | Bp | Bc | Diff |
| ---- | ------------------------ | --- | -- | -- | - | -- | -- | -- | ---- |
| 1    | Al AnsarC                | 47  | 18 | 15 | 2 | 1  | 50 | 14 | +36  |
| 2    | Nejmeh SCT               | 44  | 18 | 14 | 2 | 2  | 46 | 14 | +32  |
| 3    | Safa Beyrouth            | 32  | 18 | 9  | 5 | 4  | 21 | 21 | 0    |
| 4    | Al Mabarrah Beyrouth     | 29  | 18 | 9  | 2 | 7  | 34 | 21 | +13  |
| 5    | Al Ahed Beyrouth         | 27  | 18 | 8  | 3 | 7  | 39 | 17 | +22  |
| 6    | Salam ZghortaP           | 20  | 18 | 5  | 5 | 8  | 17 | 30 | -13  |
| 7    | Al Tadamon Tyr           | 15  | 18 | 3  | 6 | 9  | 13 | 26 | -13  |
| 8    | Tripoli SC               | 14  | 18 | 2  | 8 | 8  | 8  | 21 | -13  |
| 9    | Al Rayyan Beyrouth       | 14  | 18 | 4  | 2 | 12 | 10 | 30 | -20  |
| 10   | Racing Club de BeyrouthP | 8   | 18 | 1  | 5 | 12 | 12 | 52 | -40  |

|  | Qualification pour la Coupe de l'AFC 2007 et la Ligue des clubs champions arabes 2006-2007 |
|  | Qualification pour la Coupe de l'AFC 2007                                                  |
|  | Relégation en deuxième division                                                            |
|  | T : Tenant du titre C : Vainqueur de la Coupe du Liban P : Promu de D2                     |

## Bilan de la saison
| Championnat du Liban de football 2005-2006                        |                         |
| Champion                                                          | Al Ansar (12e titre)    |
| Coupes et trophées                                                |                         |
| Vainqueur de la Coupe du Liban 2005-2006                          | Al Ansar                |
| Qualifications continentales                                      |                         |
| Coupe de l'AFC 2007                                               | Al Ansar                |
| Coupe de l'AFC 2007                                               | Nejmeh SC               |
| Ligue des clubs champions arabes 2006-2007                        | Al Ansar                |
| Promotions et relégations                                         |                         |
| Promus en Premier League                                          | Shabab Al Sahel         |
| Promus en Premier League                                          | Club Sagesse            |
| Promus en Premier League                                          | Al Ahly Sidon           |
| Relégués en Championnat du Liban de football de deuxième division | Racing Club de Beyrouth |